# 命つないで
『命つないで』（いのちつないで）は、TBS系列「ドラマ30」枠にて1996年8月〜9月に放送された昼ドラである。MBS制作。
同枠「命シリーズ」第4弾。

## キャスト
- あき竹城

ビル清掃会社「シースリーサービス」所属の清掃員。かつてある裕福な男性と結婚し娘を産んだが、姑から家柄の違いを理由に激しいいじめに遭い、娘を置いて離婚させられた悲しい過去がある。離婚後は独身を通し、ビル清掃員として細々と暮らしていたが、体調を崩すようになり自身の余命が長くない事を悟り、生き別れた娘(藤谷)に「会いたい」と手紙を出す。料理上手。
- 藤谷美紀

裕福な家庭で両親(父＆養母)に何不自由なく育てられ、現在は都内で一人暮らしをしてOLをしている。恋人(天宮)もおり充実した日々を送っていたが、ある日「生き別れた母(あき)から「会いたい」と手紙をもらい、会う事になる。
- 天宮良
- 柚原旬
- 円城寺あや

ビル清掃会社「シースリーサービス」の上司。「五倍速で動く!」が口癖で社員達から陰で「五倍速(ごばいそく)」とあだ名される。コーヒー通。

## スタッフ
- 脚本 - 宮内婦貴子
- 音楽 - 丸谷晴彦
- 演出 - 鈴木晴之
- 制作 - 毎日放送

## 主題歌
- 『みんな夢・夢・夢』
作詞:荒木とよひさ/作曲:浜圭介/編曲:今泉敏郎/唄:高山厳（Y.J.サウンズ/ポリスター）
  - 通常のオープニングでの主題歌と異なり、ドラマのエンディングに流れた。